# هيلين لينديس
هيلين لينديس غريفيث (بالإسبانية: Helen Lindes)‏ (من مواليد 17 أغسطس 1981) ممثلة وعارضة أزياء أسبانية وحاملة لقب ملكة جمال سابقة بعد تتويجها بمسابقة ملكة جمال أسبانيا 2000 ومثلت بلدها في مسابقة ملكة جمال الكون 2000 وحلت الوصيفة الثانية لملكة جمال الكون لارا دوتا من الهند.

## روابط خارجية
- هيلين لينديس على موقع IMDb (الإنجليزية)
- هيلين لينديس على موقع قاعدة بيانات الفيلم (الإنجليزية)
- هيلين لينديس على موقع دليل عارضات الأزياء (الإنجليزية)